# Десантная подводная лодка
Десантная подводная лодка — тип подводных лодок, специально сконструированных для использования в качестве десантных кораблей. Основным предназначением десантных подводных лодок является скрытная транспортировка и высадка морского десанта. Проекты таких кораблей были предложены в США и СССР, но никогда не были полностью построены. Вместо этого стандартные подводные лодки часто используются для перевозки небольших групп солдат или поставок грузов.

## В Советском Союзе
В СССР впервые подводные лодки массово использовались для транспортировки грузов и перевозки людей во время обороны Севастополя в Великой Отечественной войне. В отдельных случаях с подводных лодок производилось скрытное десантирование диверсионных и разведывательных групп, часто сопровождавшееся сложностями и потерями личного состава из-за неприспособленности субмарин для решения задач такого рода. В 1948 году в ЦКБ-18 начали разрабатывать предэскизный проект 621 десантно-транспортной подводной лодки для скрытной перевозки десанта с боевой техникой и обеспечением. Многокорпусная лодка водоизмещением около 5850 тонн предназначалась для высадки 745 человек десанта, 10 танков Т-44, 3 самолёта Ла-5, 14 орудий и других грузов. Лодку планировалось оснастить артиллерийским вооружением, реактивными установками для поддержки десанта и катапультой для запуска самолётов. Рассматривались несколько вариантов энергетической установки, включая парогазотурбинную установку. В 1952—1953 гг. ЦКБ-18 разрабатывало также предэскизный проект 626 дизель-электрической десантно-транспортной лодки для действий в арктических морях. Лодка водоизмещением около 3480 тонн предназначалась для перевозки 4 танков, 165 человек десанта или 330 тонн топлива. Однако, ни один из этих проектов так и не был реализован.
1 марта 1960 года Министром обороны Советского Союза было утверждено техническое задание, а в сентябре того же года — четыре варианта эскизного проекта «большой атомной транспортно-десантной подводной лодки — минного заградителя» были представлены на рассмотрение специалистов Министерства обороны.

### Проект 621
Сразу после войны, в 1948 году, в качестве десантного корабля для перевозки войск в тыл врага была предложена подводная лодка проекта 621. Имея водоизмещение в 5845 тонн, проект превосходил по размерам большинство современных ему подводных лодок. Из-за значительных замечаний и технических сложностей в реализации проект был отклонён представителями ВМФ. В состав перевозимых грузов входило: 10 танков Т-34, 12 грузовых автомашин с 3 прицепами, 4 легковые машины, 12 пушек калибра 85 мм, 2 пушки калибра 45 мм, 3 самолёта Ла-5 со складывающимися крыльями, пулемёты, миномёты, автоматы, боеприпасы, топливо, провизия. В нагрузке учитывался также вес 745 человек десанта.
- Водоизмещение: нормальное — 5845 т
- Длина (по КВЛ) — 147,5 м
- Ширина (наибольшая) — 13,3 м
- Средняя осадка — 6,3 м
- Грузоподъемность — 1550 т
- Глубина погружения, предельная — 160 м
- Скорость надводная максимальная — 15 узлов
- Скорость подводная максимальная — 8,4 узла
- Автономность — 70 суток
- Автономность непрерывного пребывания под водой — 600 часов
- Дальность плавания 12-узловой надводной скоростью — 6000 миль
- Дальность плавания 8,4-узловой подводной скоростью — 4200 миль
- Дальность плавания 3-узловой подводной скоростью под аккумуляторами — 200 миль
- Силовая установка — 4 дизеля суммарной мощностью 8000 л. с., 2 газотурбинных установки суммарной мощностью — 2730 л. с., 4 главных электродвигателя суммарной мощностью — 7200 л. с., 4 группы аккумуляторных батарей по 112 элементов в группе типа «46СУ», 4 винта
- Экипаж — 160 человек
- Вооружение: 3 рамки для реактивных снарядов (боезапас — 360 ракет на рамку); 2×2 57 мм ЗАУ СМ-24-ЗИФ; 1×2 25 мм ЗАУ 2М-8

### Проект 664
Проект 664, предполагающий строительство атомной десантной подводной лодки создавался в ЦКБ-16 под руководством главного конструктора Н. Киселёва. Вооружение составляло шесть ТА калибра 533 мм, до 162 мин различных типов. В качестве корабля снабжения такая лодка могла бы транспортировать в море до 20 крылатых ракет П-5 или П-6 для перезарядки подводных лодок проектов 651, 659 и 675. Строительство головной лодки проекта 664 было начато в Северодвинске в 1964 году, было изготовлено около 600 тонн корпусных конструкций и обработано ещё 400 тонн металла для дальнейшей постройки, однако руководство завода обратилось в Министерство судостроительной промышленности с предложением о переводе строительства на один из заводов в Ленинграде, пообещав вместо одной десантной лодки построить две ракетных. Предложение было принято, однако вместо передачи строительства привело к полному прекращению работ над десантной лодкой.

### Проект 748
В конце 1960-х годов разрабатывался проект 748. Трёхкорпусная подводная лодка, построенная по этому проекту, была в теории способна нести до 3 плавающих танков ПТ-76 вместе с двумя БТР-60П, шесть ротных миномётов и до 470 солдатА. С. Николаев. Проект 748. deepstorm.ru (февраль 2021). Дата обращения: 14 декабря 2021.. Подводная лодка должна была быть оснащена торпедным вооружением состоящим из четырёх 533 мм торпедных аппаратов (от 18 до 20 торпед в запасе), а также зенитных орудий и переносных зенитно-ракетных комплексов. Представленный заказчику эскизный проект утверждён не был.

### Проект 717
К 1970 году в ЦКБ «Волна» был разработан проект многоцелевой минно-транспортно-десантной подводной лодки проекта 717, учитывающей опыт проектирования лодки проекта 748. Лодка имела надводное водоизмещение 18 000 т при длине 190 м. Корабль предполагался с атомной энергетической установкой, трёхкорпусной конструкцией и малой осадкой при большой ширине. Предполагалось строительство головного корабля на «Севмаше», однако из-за приоритета других проектов и ограниченности стапельных мощностей постройка так и не была начата.
Идеи, предложенные в ходе этих проектов, помогли при создании проектов транспортных атомных подводных лодок, которые предложены ЦКБМТ «Рубин» в 1990 году для переоборудования АПЛ проекта 941 «Акула».

## В США
В 1999 году в США обсуждался проект конверсии четырёх подводных лодок типа «Огайо» из стратегических в носитель крылатых ракет с функцией высадки десанта. Предполагалось, что каждая лодка после переоборудования сможет, кроме своего арсенала, перевозить около 65 спецназовцев или боевых пловцов, средства доставки их на берег — надувные лодки и мини-подводную лодку типа ASDS.
Также, прорабатывался проект постройки специализированной десантной атомной подводной лодки длиной около 172 метров и водоизмещением около 10 000 тонн. Художник Фрэнк Тисли на основе полученных из ВМС данных создал эскиз будущей подводной лодки, позже опубликованный в журнале Mechanix Illustrated. Реализован проект не был.